# Happy EP!
Happy EP! è il primo EP del rapper italiano Grido, pubblicato il 17 giugno 2014 dalla Newtopia.

## Descrizione
Unica pubblicazione del rapper uscita con lo pseudonimo Weedo, l'EP è composto da sei brani, tra cui L'ha già fatto J-Ax, continuo paragone che istituiscono molti tra lui e il fratello maggiore J-Ax. Il quarto brano, Un bimbo vede un bimbo fa, è dedicata a suo figlio.

## Tracce
1. Rapfetamina – 3:38
2. L'ha già fatto J-Ax – 4:02
3. Pezzi di merda – 4:06
4. Un bimbo vede un bimbo fa – 3:10
5. Certi film – 3:15
6. Happy EP! – 4:05